# سلطة بلانكيت

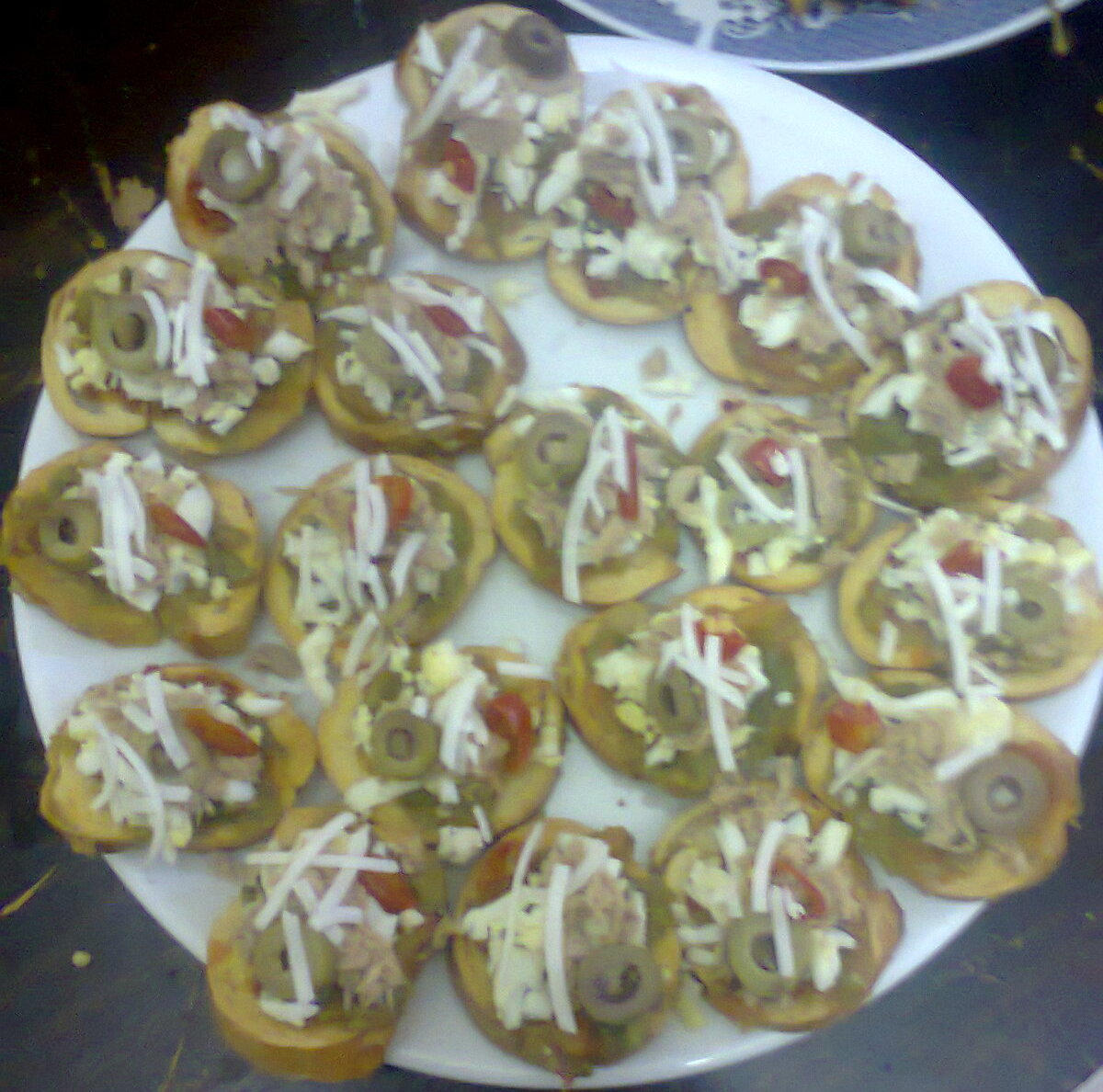
سلاطة بلانكيت

سلطة بلانكيت هي طبق من أطباق المطبخ التونسي و تتكون أساسا من الخبز الفرنسي و الهريسة و السلطة المشوية و البيض و التن